# George Frampton

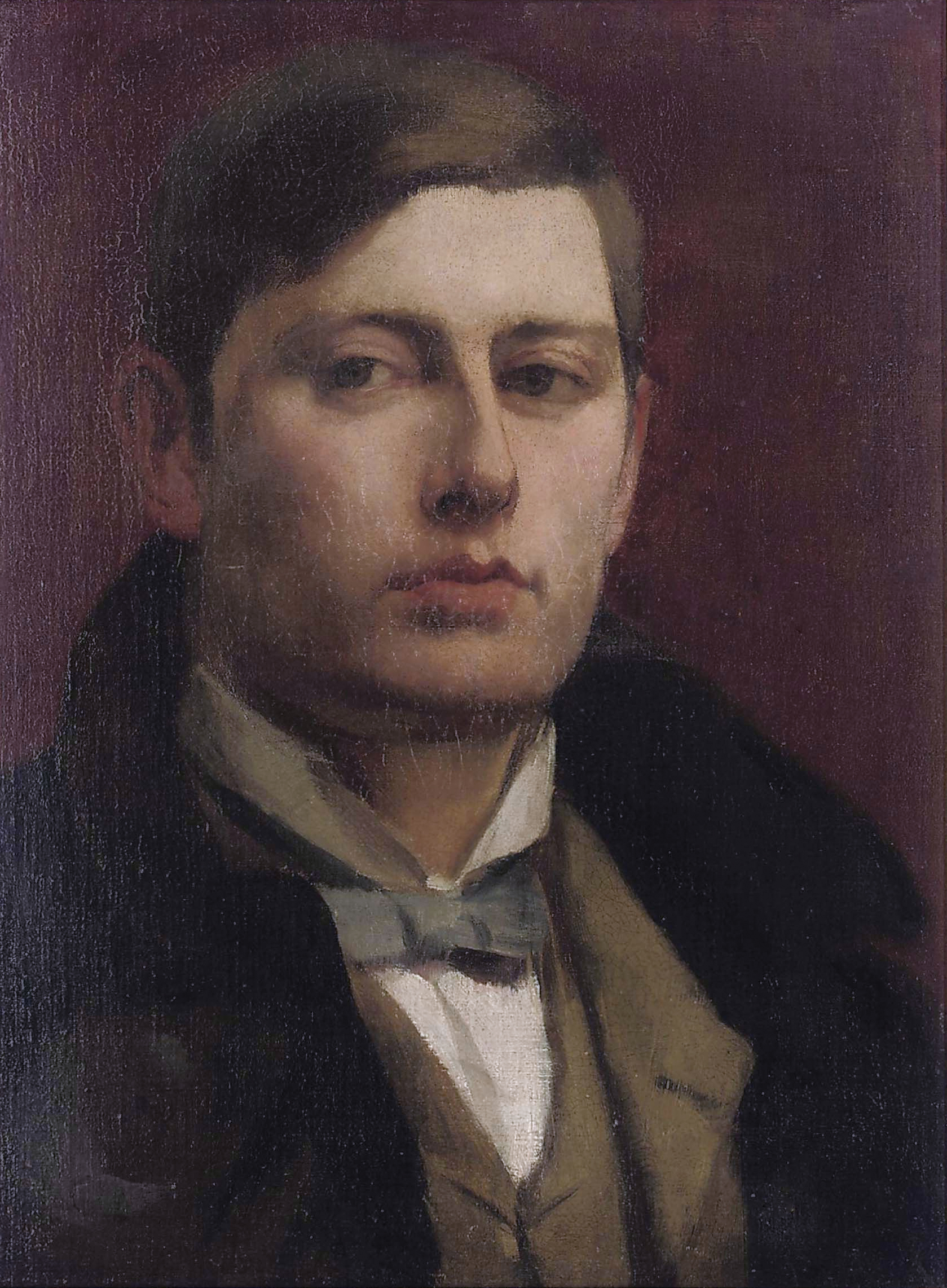
George Frampton

Sir George James Frampton, RA (18 de junho de 1860 - 21 de maio de 1928) foi um escultor britânico. 

## Carreira

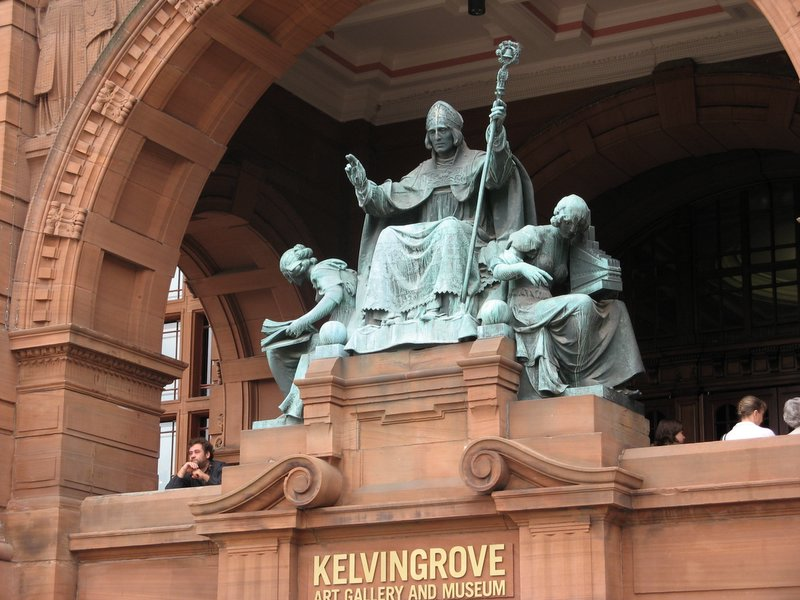
St Mungo como Patrono da Arte e da Música, Kelvingrove Art Gallery and Museum

Ele foi um dos principais membros do movimento da Nova Escultura no início de sua carreira, quando criou esculturas com elementos da Art Nouveau e do Simbolismo, muitas vezes combinando diferentes materiais como mármore e bronze em uma única peça. Embora seus trabalhos posteriores fossem de estilo mais tradicional, Frampton teve uma carreira prolífica na qual criou muitos monumentos públicos notáveis, incluindo várias estátuas da Rainha Vitória e, posteriormente, após a Primeira Guerra Mundial, vários memoriais de guerra. Estes incluíram o Edith Cavell Memorial em Londres, que, junto com a estátua de Peter Pan em Kensington Gardens são possivelmente as obras mais conhecidas de Frampton.